# ACS Victoria Tecuci
Asociația Club Sportiv Victoria Tecuci cunoscut sub numele de Victoria Tecuci, sau pe scurt Victoria, este un club de fotbal din orasul Tecuci, județul Galați, România înființat în anul 1954. Victoria Tecuci este singura echipă de fotbal a Municipiului Tecuci care a evoluat în vreo competiție națională. Cele mai mari performante au fost  ajungerea în șaisprezecimile cupei României de 4 ori și evoluarea în liga a II-a în 6 sezoane. În prezent evoluează în liga a IV-a Galați.

## Istorie

### Începuturile și ascensiunea
La Tecuci fotbalul datează din 1926, primul meci de fotbal în nocturnă între echipele „Armata" din Tecuci și omonima acesteia din București.
Echipa a luat ființă în anul 1954. În 1956 echipa promovează în divizia C. Rămâne acolo până în 1958 când echipa este mutată la Buzău la ordinul de atunci al secretarilor partidului comunist locul în ligă este luat de Victoria Buzău.
În 1959 se înființează Dinamo Tecuci și activează în liga județeană, dar are un parcurs bun în cupă unde ajunge în șaisprezecimile Cupei României unde este învinsă de Metalul Titanii București cu scorul de 8-1.
În sezonul 1961–62, Flamura Roșie a câștigat Campionatul Regional Galați și a promovat în categoria secundă după ce a terminat pe locul 2 în Seria I a turneului pentru promovare.
Retrogradează în acel sezon în Divizia C. Rămâne în Divizia C până în anul 1967 când echipa retrogradează în liga județeană. Promovează în anul 1968 și în 1969 își schimbă numele în Asociația Sportivă Muncitorul Tecuci. În 1971 echipa schimbă iarăși numele în Uzina Reparații Auto Tecuci.

### Perioada de glorie
1975 locul de divizionară "B" al echipei Oțelul Galați și o parte din jucători trec la Victoria Tecuci. Echipa rămâne în divizia B până la finele lui 1979 când retrogradează în divizia C.
Echipa care juca în Divizia B în noiembrie 1976. 
- Serbănoiu(portar)
- Antipa(fundaș)
- Adamache(fundaș)
- Adam (fundaș)
- Ionescu(fundaș)
- Pavel(mijlocaș)
- Gheosep(mijlocaș)
- Toma(mijlocaș)
- Stoica (atacant)
- Beschea(atacant)
- Gheorghiu(atacant)
- Grigoraș Sănducu(mijlocas)
- Piciu-Caraiman
- Ganea (atacant)

În 1981 echipa promovează în divizia B dar retrogradează după numai un an în divizia C.

### Decaderea și perioada de supraviețuire în ligile inferioare
1988 echipa este preluată de CFR.
1989 echipa retrogradează în divizia D județeană.
1990 se schimbă iarăși numele în Metalurgistul Tecuci și promovează în divizia C.
1992 echipa retrogradează în divizia D județeană.
1993 echipa este preluată de o unitate militară din Tecuci,și schimbă numele în Arsenal Tecuci.
1996 echipa se desființează.
Finele anului 2000 i-a ființă CS.Sporting Tecuci.Este preluată de Consiliul Local împreună cu un investitor Ing.Pruna Nicolae.
2006 echipa pierde la Buzău meciul de baraj pentru "C" în fața Viitorul Însurăței 3-0.
2008 echipa recidivează și ajunge din nou la baraj de această dată la Brăila pierde însă cu 4-1 contra echipei Săgeata Stejaru.
După barajul pierdut în 2008 echipa este preluată de Clubul Sportiv Școlar Tecuci.
2012 se schimbă primarul în Tecuci și echipa este iarăși susținută de Consiliul Local și numele revine la FC Sporting Tecuci.
2017 echipa se retrage din anul competițional și se va ocupa numai de creșterea copiilor și juniorilor.
2018 se înscrie în campionatul județean echipa A.C.S Victoria Tecuci.
2020 Odata cu pandemia Covid 19,echipa se desființează in martie,și vechiul stadion se dărâmă pentru a face loc pentru altul nou.Banii sunt alocati de la Compania națională de investiții.
2023 Are loc in octombrie recepția noului stadion municipal si primarul în funcție promite înființarea unui nou club de fotbal.

## Denumirile avute de echipă de-a lungul timpului
| Perioada     | Nume                 |
| ------------ | -------------------- |
| 1954–1956    | Voința Tecuci        |
| 1956–1958    | Victoria Tecuci      |
| 1958–1959    | Desființată          |
| 1959–1962    | Dinamo Tecuci        |
| 1962–1969    | Flamura Roșie Tecuci |
| 1969–1971    | Muncitorul Tecuci    |
| 1971–1979    | URA Tecuci           |
| 1979–1990    | Victoria Tecuci      |
| 1990–1993    | Metalurgistul Cugir  |
| 1993–1996    | Arsenal Tecuci       |
| 1996–2000    | Desființată          |
| 2000–2008    | FC Sporting Tecuci   |
| 2008–2012    | CS Școlar Tecuci     |
| 2012–2014    | CS Sporting Tecuci   |
| 2015–2017    | CS Școlar Tecuci     |
| 2017 -2018   | Desființată          |
| 2018-prezent | ACS Victoria Tecuci  |

## Palmares
Liga a II-a (6 sezoane) 
Locul 10 (1): 1975-1976
 Liga a III-a (24 sezoane) 
 Vicecampioni (1): 1963-1964
 Campionatul Regional Galați
 Campioni (2): 1955–1956, 1967–1968
 Liga a IV-a Galați
 Campioni (3): 2001-02, 2005-06, 2007-08
 Cupa României
- Șaisprezecimi (4): 1959-1960, 1981-1982, 1983-1984, 1986-1987

## Evoluția în Campionat
| Sezonul                                                            | Liga                        | Poz.                        | M                           | V                           | E                           | Î                           | GM                          | GP                          | Pct.                        | Note                                                                                      |
| ------------------------------------------------------------------ | --------------------------- | --------------------------- | --------------------------- | --------------------------- | --------------------------- | --------------------------- | --------------------------- | --------------------------- | --------------------------- | ----------------------------------------------------------------------------------------- |
| 1954                                                               | Regional                    |                             |                             |                             |                             |                             |                             |                             |                             | Echipa se numea Voința Tecuci                                                             |
| 1955                                                               | Regional                    | Promovare în Divizia C      | Promovare în Divizia C      | Promovare în Divizia C      | Promovare în Divizia C      | Promovare în Divizia C      | Promovare în Divizia C      | Promovare în Divizia C      | Promovare în Divizia C      | Echipa se numea Voința Tecuci                                                             |
| 1956                                                               | Divizia C                   | 12                          | 22                          | 2                           | 3                           | 17                          | 13                          | 67                          | 7                           | Echipa se numea Voința Tecuci                                                             |
| 1957-58                                                            | Divizia C                   | 3                           | 26                          | 14                          | 5                           | 7                           | 34                          | 26                          | 33                          | Voința Tecuci fuzionează cu Victoria Tecuci                                               |
| În 1958 echipa este mutată la Buzău devenind astfel Victoria Buzău |                             |                             |                             |                             |                             |                             |                             |                             |                             |                                                                                           |
| 1959-60                                                            | Divizia D                   |                             |                             |                             |                             |                             |                             |                             |                             | Echipa se numea Dinamo Tecuci                                                             |
| 1960-61                                                            | Divizia D                   |                             |                             |                             |                             |                             |                             |                             |                             | Echipa se numea Dinamo Tecuci                                                             |
| 1961-62                                                            | Divizia D                   | Promovare în Divizia B      | Promovare în Divizia B      | Promovare în Divizia B      | Promovare în Divizia B      | Promovare în Divizia B      | Promovare în Divizia B      | Promovare în Divizia B      | Promovare în Divizia B      | Echipa devine Flamura Roșie Tecuci                                                        |
| 1962-63                                                            | Divizia B                   | 14                          | 26                          | 6                           | 4                           | 16                          | 33                          | 56                          | 16                          | Retrogradare în Divizia C                                                                 |
| 1963-64                                                            | Divizia C                   |                             |                             |                             |                             |                             |                             |                             |                             |                                                                                           |
| 1964-65                                                            | Divizia C                   | 6                           | 26                          | 9                           | 7                           | 10                          | 37                          | 37                          | 25                          |                                                                                           |
| 1965-66                                                            | Divizia C                   | 4                           | 26                          | 12                          | 5                           | 9                           | 42                          | 31                          | 29                          |                                                                                           |
| 1966-67                                                            | Divizia C                   | 13                          | 26                          | 9                           | 5                           | 12                          | 33                          | 43                          | 23                          | Retrogradare în Divizia D                                                                 |
| 1967-68                                                            | Divizia D                   | Promovare în Divizia C      | Promovare în Divizia C      | Promovare în Divizia C      | Promovare în Divizia C      | Promovare în Divizia C      | Promovare în Divizia C      | Promovare în Divizia C      | Promovare în Divizia C      |                                                                                           |
| 1968-69                                                            | Divizia C                   | 12                          | 30                          | 11                          | 6                           | 13                          | 38                          | 50                          | 28                          |                                                                                           |
| 1969-70                                                            | Divizia C                   | 6                           | 30                          | 12                          | 8                           | 10                          | 42                          | 37                          | 32                          | 1969 - Echipa își schimbă numele Muncitorul Tecuci                                        |
| 1970-71                                                            | Divizia C                   | 11                          | 30                          | 7                           | 13                          | 10                          | 43                          | 49                          | 27                          | 1969 - Echipa își schimbă numele Muncitorul Tecuci                                        |
| 1971-72                                                            | Divizia C                   | 7                           | 26                          | 11                          | 3                           | 12                          | 38                          | 36                          | 25                          | 1971 - Echipa schimbă iarăși numele în Uzina Reparații Auto Tecuci                        |
| 1972-73                                                            | Divizia C                   | 12                          | 26                          | 8                           | 7                           | 11                          | 32                          | 48                          | 23                          | 1971 - Echipa schimbă iarăși numele în Uzina Reparații Auto Tecuci                        |
| 1973-74                                                            | Divizia C                   | 6                           | 30                          | 13                          | 5                           | 12                          | 40                          | 32                          | 31                          | 1971 - Echipa schimbă iarăși numele în Uzina Reparații Auto Tecuci                        |
| 1974-75                                                            | Divizia C                   | 9                           | 30                          | 12                          | 5                           | 13                          | 41                          | 48                          | 29                          | 1971 - Echipa schimbă iarăși numele în Uzina Reparații Auto Tecuci                        |
| 1975-76                                                            | Divizia B                   | 10                          | 34                          | 12                          | 9                           | 13                          | 28                          | 34                          | 33                          | 1975 - Echipa devine Victoria Tecuci și preia locul din Divizia B a echipei Oțelul Galați |
| 1976-77                                                            | Divizia B                   | 12                          | 34                          | 12                          | 9                           | 13                          | 43                          | 53                          | 33                          |                                                                                           |
| 1977-78                                                            | Divizia B                   | 11                          | 34                          | 15                          | 2                           | 17                          | 46                          | 47                          | 33                          |                                                                                           |
| 1978-79                                                            | Divizia B                   | 17                          | 34                          | 14                          | 2                           | 18                          | 55                          | 65                          | 30                          | Retrogradare în Divizia C                                                                 |
| 1979-80                                                            | Divizia C                   | 10                          | 30                          | 12                          | 4                           | 14                          | 36                          | 45                          | 28                          |                                                                                           |
| 1980-81                                                            | Divizia C                   | 3                           | 30                          | 17                          | 3                           | 10                          | 49                          | 26                          | 37                          | Promovare în Divizia B                                                                    |
| 1981-82                                                            | Divizia B                   | 17                          | 34                          | 10                          | 4                           | 20                          | 21                          | 60                          | 24                          | Retrogradare în Divizia C                                                                 |
| 1982-83                                                            | Divizia C                   | 6                           | 30                          | 13                          | 4                           | 13                          | 50                          | 45                          | 30                          |                                                                                           |
| 1983-84                                                            | Divizia C                   | 4                           | 30                          | 16                          | 2                           | 12                          | 49                          | 36                          | 34                          |                                                                                           |
| 1984-85                                                            | Divizia C                   | 9                           | 30                          | 10                          | 8                           | 12                          | 41                          | 39                          | 28                          |                                                                                           |
| 1985-86                                                            | Divizia C                   | 13                          | 30                          | 12                          | 5                           | 13                          | 42                          | 46                          | 41                          |                                                                                           |
| 1986-87                                                            | Divizia C                   | 5                           | 30                          | 14                          | 3                           | 13                          | 43                          | 45                          | 45                          |                                                                                           |
| 1987-88                                                            | Divizia C                   | 12                          | 30                          | 13                          | 3                           | 14                          | 48                          | 39                          | 42                          |                                                                                           |
| 1988-89                                                            | Divizia C                   | 15                          | 30                          | 11                          | 3                           | 16                          | 53                          | 67                          | 25                          | Retrogradare în Divizia D                                                                 |
| 1989-90                                                            | Divizia D                   | Promovare în Divizia C      | Promovare în Divizia C      | Promovare în Divizia C      | Promovare în Divizia C      | Promovare în Divizia C      | Promovare în Divizia C      | Promovare în Divizia C      | Promovare în Divizia C      | 1990 - Echipa schimbă iarăși numele în Metalurgistul Tecuci                               |
| 1990-91                                                            | Divizia C                   | 6                           | 28                          | 15                          | 1                           | 12                          | 53                          | 45                          | 31                          |                                                                                           |
| 1991-92                                                            | Divizia C                   | 11                          | 26                          | 7                           | 3                           | 16                          | 44                          | 55                          | 17                          | Retrogradare în Divizia D                                                                 |
| 1992-93                                                            | Divizia D                   |                             |                             |                             |                             |                             |                             |                             |                             | 1993 - Echipa devine Arsenal Tecuci                                                       |
| 1993-94                                                            | Divizia D                   |                             |                             |                             |                             |                             |                             |                             |                             | 1993 - Echipa devine Arsenal Tecuci                                                       |
| 1994-95                                                            | Divizia D                   |                             |                             |                             |                             |                             |                             |                             |                             | 1993 - Echipa devine Arsenal Tecuci                                                       |
| 1995-96                                                            | Divizia D                   |                             |                             |                             |                             |                             |                             |                             |                             | 1993 - Echipa devine Arsenal Tecuci                                                       |
| În 1996 echipa s-a desființat.                                     |                             |                             |                             |                             |                             |                             |                             |                             |                             |                                                                                           |
| 2000-01                                                            | Divizia E                   | 1                           | 1                           | 1                           | 1                           | 1                           | 1                           | 1                           | 1                           | 2000 - Se reînfințează echipa, sub numele de CS Sporting Tecuci                           |
| 2001-02                                                            | Divizia D                   | 3                           | 28                          | 18                          | 3                           | 7                           | 62                          | 33                          | 57                          |                                                                                           |
| 2002-03                                                            | Divizia D                   | 2                           | 30                          | 21                          | 1                           | 8                           | 92                          | 40                          | 64                          |                                                                                           |
| 2003-04                                                            | Divizia D                   | 4                           | 30                          | 17                          | 2                           | 11                          | 83                          | 43                          | 53                          |                                                                                           |
| 2004-05                                                            | Divizia D                   | 2                           | 20                          | 13                          | 3                           | 4                           | 51                          | 21                          | 42                          |                                                                                           |
| 2005-06                                                            | Liga 4                      | 1                           | 22                          | 19                          | 1                           | 2                           | 80                          | 13                          | 58                          | Baraj Liga 3                                                                              |
| 2006-07                                                            | Liga 4                      | 3                           | 28                          | 20                          | 0                           | 8                           | 126                         | 32                          | 60                          |                                                                                           |
| 2007-08                                                            | Liga 4                      | 1                           | 24                          | 21                          | 2                           | 1                           | 79                          | 21                          | 65                          | Baraj Liga 3                                                                              |
| 2008-09                                                            | Liga 4                      | 4                           | 24                          | 11                          | 3                           | 10                          | 64                          | 48                          | 36                          |                                                                                           |
| 2009-10                                                            | Liga 4                      | 4                           | 22                          | 12                          | 3                           | 7                           | 60                          | 41                          | 39                          | 2008 - Echipa este preluată de Clubul Sportiv Școlar Tecuci                               |
| 2010-11                                                            | Liga 4                      | 7                           | 26                          | 11                          | 4                           | 11                          | 58                          | 47                          | 37                          |                                                                                           |
| 2011-12                                                            | Liga 4                      | 6                           | 26                          | 12                          | 5                           | 9                           | 75                          | 40                          | 41                          |                                                                                           |
| 2012-13                                                            | Liga 4                      | 8                           | 28                          | 11                          | 4                           | 13                          | 54                          | 75                          | 37                          | 2012 - Echipa redevine CS Sporting Tecuci                                                 |
| 2013-14                                                            | Liga 4                      | 14                          | 14                          | 1                           | 2                           | 11                          | 12                          | 39                          | 5                           | * nu a terminat sezonul                                                                   |
| 2014-15                                                            | Nu s-a înscris în campionat | Nu s-a înscris în campionat | Nu s-a înscris în campionat | Nu s-a înscris în campionat | Nu s-a înscris în campionat | Nu s-a înscris în campionat | Nu s-a înscris în campionat | Nu s-a înscris în campionat | Nu s-a înscris în campionat | Nu s-a înscris în campionat                                                               |
| 2015-16                                                            | Liga 4                      | 10                          | 30                          | 10                          | 7                           | 13                          | 68                          | 67                          | 37                          |                                                                                           |
| 2016-17                                                            | Liga 4                      | 13                          | 26                          | 4                           | 5                           | 17                          | 39                          | 94                          | 17                          |                                                                                           |
| 2017-18                                                            | Nu s-a înscris în campionat | Nu s-a înscris în campionat | Nu s-a înscris în campionat | Nu s-a înscris în campionat | Nu s-a înscris în campionat | Nu s-a înscris în campionat | Nu s-a înscris în campionat | Nu s-a înscris în campionat | Nu s-a înscris în campionat | Nu s-a înscris în campionat                                                               |
| 2018                                                               | Liga 4                      | 7                           | 26                          | 11                          | 6                           | 9                           | 55                          | 57                          | 39                          |                                                                                           |

### Meciuri Baraj
| Sezon | Câștigător                                                                        | Scor                                                                              | Finalist                                                                          | Tur/Retur | Stadion            | Marcatori                                                                   |
| ----- | --------------------------------------------------------------------------------- | --------------------------------------------------------------------------------- | --------------------------------------------------------------------------------- | --------- | ------------------ | --------------------------------------------------------------------------- |
| 2008  | Săgeata Stejaru (TL)                                                              | 4 - 1                                                                             | Sporting Tecuci                                                                   |           | Municipal (Brăila) | Adrian Pitu (15', 73'), Stere Gramatica (30'), Toma (85') / Val. Nare (50') |
| 2006  | Victoria Însurăței (BR)                                                           | 3 - 0                                                                             | Sporting Tecuci                                                                   |           | Municipal (Buzău)  |                                                                             |
| 1990  | ------------- Metalurgistul Tecuci a promovat direct în Divizia C --------------- | ------------- Metalurgistul Tecuci a promovat direct în Divizia C --------------- | ------------- Metalurgistul Tecuci a promovat direct în Divizia C --------------- |           |                    |                                                                             |

## Evoluția în Cupa României
| Cele mai bune performanțe în Cupa României | Cele mai bune performanțe în Cupa României | Cele mai bune performanțe în Cupa României | Cele mai bune performanțe în Cupa României | Cele mai bune performanțe în Cupa României | Cele mai bune performanțe în Cupa României |
| Sezonul                                    | Dată                                       | Echipă gazdă                               | Scor                                       | Echipă oaspete                             | Stadion                                    |
| ------------------------------------------ | ------------------------------------------ | ------------------------------------------ | ------------------------------------------ | ------------------------------------------ | ------------------------------------------ |
| 1959-1960                                  | 29 noiembrie 1959                          | Metalul Titanii București                  | 8 - 1                                      | Dinamo Tecuci                              | Municipal (Buzău)                          |
| 1981-1982                                  | 2 decembrie 1981                           | Victoria Tecuci                            | 2 - 4                                      | Corvinul Hunedoara                         | Municipal (Tecuci)                         |
| 1983-1984                                  | 7 decembrie 1983                           | Victoria Tecuci                            | 0 - 1                                      | Petrolul Ploiești                          | Municipal (Tecuci)                         |
| 1986-1987                                  | 10 decembrie 1986                          | Victoria Tecuci                            | 1 - 3                                      | SC Bacău                                   | Municipal (Tecuci)                         |

## Stadion
Stadionul orașului a fost inaugurat, în mod oficial, în septembrie 1950, având o capacitate totală de 1.000 de locuri, iar pe parcurs a deveni locul de desfășurare a unor importante competiții de rugby și de fotbal.
Stadionul Municipal a fost demolat complet în septembrie 2020. Pe locul defunctului stadion va fi ridicat unul nou, ce va fi construit din bani publici. Compania Natională de Investiții va construi noul stadion. Demolarea este prima fază a proiectului, după curățarea completă a locului urmând a fi turnată fundația viitoarei arene. Noul stadion va avea o capacitate de 500 de locuri si va beneficia de instalație pentru iluminat nocturn.

## Foști jucători
- Tudorel Călugăru
- Ion Profir
- Mitică Ragea
- Ovidiu Rusu
- Cristinel Rusu
- Fănică Ganea
- Titel Cioară

## Foști antrenori
- Vasile Stancu
- Mircea Pascal
- Teodor Adam
- Valentin Cramer